# Старочелнинское сельское поселение (Нурлатский район)
Старочелнинское се́льское поселе́ние — муниципальное образование в Нурлатском районе Татарстана Российской Федерации.
Административный центр — село Старые Челны.

## История
Статус и границы сельского поселения установлены Законом Республики Татарстан от 31 января 2005 года № 32-ЗРТ «Об установлении границ территорий и статусе муниципального образования "Нурлатский муниципальный район" и муниципальных образований в его составе».

## Население
| 2010  | 2011  | 2012  | 2013  | 2014  | 2015  | 2016  |
| ----- | ----- | ----- | ----- | ----- | ----- | ----- |
| 1785  | ↘1777 | ↘1759 | ↘1741 | ↘1726 | ↗1748 | ↘1723 |
| 2017  | 2018  |       |       |       |       |       |
| ↘1699 | ↘1651 |       |       |       |       |       |

## Состав сельского поселения
| № | Населённый пункт | Тип населённого пункта       | Население |
| - | ---------------- | ---------------------------- | --------- |
| 1 | Нижние Челны     | село                         |           |
| 2 | Средние Челны    | деревня                      |           |
| 3 | Старые Челны     | село, административный центр |           |